# P3 Debatt
P3 Debatt är ett nätverk som startades våren 2010 av P3 Nyheter och den dåvarande publikredaktören Ellen Andersson, med syftet att lyfta fram frågor och ämnen som medlemmarna tycker är viktiga att debattera.
Ett tiotal medlemmar ingår i nätverket och har rekryterats via sociala medier, såsom Facebook och Twitter.
Debattinläggen publiceras på redaktionell plats på P3 Nyheters webbsida, allt enligt P3 Nyheters ambition att jobba utifrån en medborgarjournalistisk inriktning. 
I radio hörs medlemmarna berätta om inläggen och nyhetspresentatörer och webbredaktörer berättar om kommentarer och inlägg i debatten. 
I flera fall leder inläggen också till chattar och andra uppföljningar. 
P3 Debatt spänner mellan ett brett ämnesområde, såsom ungdomsarbetslöshet, utbildning, näthat, feminism, mode och främlingsfientlighet. 
Sista inlägget på P3 Debatt publicerades den 27 december 2011.[källa behövs]